# Coracina typica
Coracina typica е вид птица от семейство Campephagidae. Видът е световно застрашен, със статут Уязвим.

## Разпространение
Видът е разпространен в Мавриций.